# Sven Nevens
Sven Nevens (Roosdaal, 25 oktober 1983) is een Belgisch wielrenner. Nevens heeft geen professionele overwinningen op zijn naam staan, maar eindigde wel in de top-10 in de Ardense Pijl (2e), Stadsprijs Geraardsbergen (3e), GP Jef Scherens (8e) en de Memorial Philippe Van Coningsloo (2e).
Sven Nevens is de zoon van oud-wielrenner Jan Nevens en een neef van oud-wielrenners Noël Segers en Francis De Ridder